# Palusowa Góra
Palusowa Góra (616 m n.p.m.) – szczyt w południowo-wschodniej części Beskidu Andrychowskiego (Beskid Mały). Znajduje się w niskim grzbiecie u południowych podnóży Pasma Łamanej Skały. W grzbiecie tym kolejno od zachodu na wschód wyróżnia się szczyty: Gronik, Palusowa Góra i Harańczykowa Góra. Zachodnie stoki Palusowej Góry opadają w stronę Targoszowa, zaś południowo-wschodnie – w stronę Krzeszowa.
Palusowa Góra na mapie Compassu ma wysokość 614 m, na lotniczej mapie Geoportalu 616 m. Szczyt i stok południowo-zachodni znajdują się w granicach miejscowości Krzeszów, ale dolna część stoku północno-zachodniego należy do Targoszowa (obydwie w województwie małopolskim, w powiecie suskim, w gminie Stryszawa). Jest porośnięta lasem, ale na jej grzbiecie znajdują się duże polany. Przez szczyt Palusowej Góry nie przebiega żaden znakowany szlak turystyczny.